# Tobías Dantzig
Tobías Dantzig (19 de febrero de 1884 - 9 de agosto de 1956) fue un matemático ruso-estadounidense del grupo de los alemanes del Báltico (Deutschbalten o Baltendeutsche), el padre de George Dantzig, y el autor de Number: The Language of Science (A Critical Survey Written for the Cultured non Mathematician) (Nueva York, Macmillan, 1930, 1933, 1939, 1954) y Aspects of Science (Nueva York, Macmillan, 1937). El primero de los libros citados tuvo amplia aceptación del público no matemático y un comentario elogioso de Albert Einstein.

## Biografía
Nacido en Shavli (actualmente en Lituania, en la época en la que nació Dantzig pertenecía a la Rusia Imperial), Dantzig estudió matemáticas con Henri Poincaré en París. Se casó con una estudiante de la Universidad de la Sorbona, Anja Ourisson, y la pareja emigró a los Estados Unidos en 1910. Trabajando un tiempo en Oregón como leñador, constructor de caminos y pintor de edificios, Dantzig recibió su doctorado en matemáticas de la Universidad de Indiana en 1917. Dio clases en la Universidad de Columbia, en la Universidad Johns Hopkins y en la Universidad de Maryland. Murió en Los Ángeles en 1956.
Uno de sus hijos, George Dantzig, también fue un destacado matemático, considerado como el creador de la programación lineal.

## Libros
- Number: The Language of Science (1930)
- Aspects of Science (1937)
- Henri Poincaré, Critic of Crisis: Reflections on His Universe of Discourse (1954)
- The Bequest of the Greeks (1955).